# Rautmann (Geigenbauer)

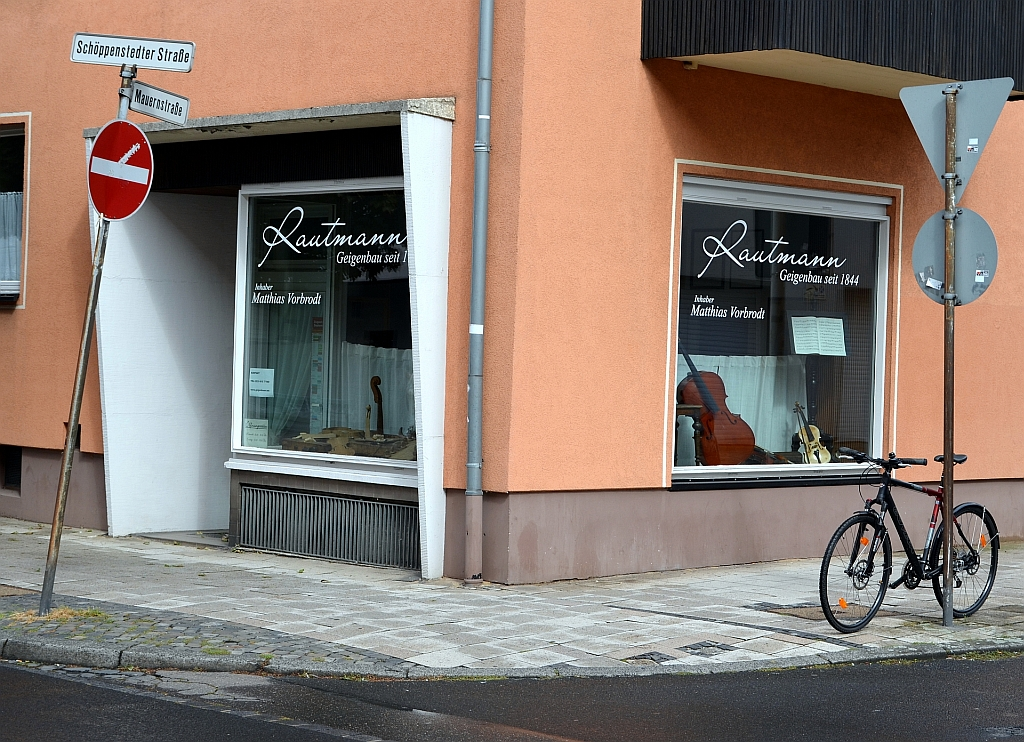
Das Ladengeschäft Schöppenstedter Straße, Ecke Mauernstraße, 2013

Rautmann ist der Name einer Geigenbauer-Familie aus Braunschweig, deren Werkstatt 1844 gegründet wurde. Sie wurde bis zum Tode Elfi Rautmanns Anfang Dezember 2008 in der fünften Generation fortgeführt und ist damit die älteste Geigenbauwerkstatt Deutschlands.

## Geschichte
Carl Rautmann (1818–1895), ursprünglich Tischler von Beruf, erhielt am 13. September 1844 vom Magistrat der Stadt Braunschweig die Lizenz zum Geigenbau. Fortan wurden Violinen, Violen, Celli und Kontrabässe nach eigenen Modellen und unter Verwendung ausgesucht schöner Hölzer gefertigt. Noch seine Nachfahren nutzten für ihre Arbeiten die reichhaltigen Holzlagerbestände des Gründers. Ab 1846 reparierte Rautmann die Bässe des Herzoglichen Hoftheaters sowie die privaten Streichinstrumente der Hofkapelle.
Im Orchester des Staatstheaters Braunschweig hat sich ein Bass aus dem Jahre 1866 erhalten, der noch heute gespielt wird. 1873 war die Geigenbauwerkstatt auf der Weltausstellung in Wien vertreten, wo mehrere Instrumente prämiert wurden. Während des Zweiten Weltkrieges wurde die alte Werkstatt während des  Bombenangriffes vom 15. Oktober 1944 vollständig zerstört, doch waren kurze Zeit vorher die wertvollen Holzvorräte, Instrumente und Werkzeuge ausgelagert und so gerettet worden. Nach Kriegsende wurde zunächst in der Wohnung der Familie produziert, erst 1956 konnte eine neue Werkstatt bezogen werden; sie befindet sich noch heute in der Schöppenstedter Straße 42.
Nach über 160-jähriger Familien- und Unternehmenstradition verstarb Ende 2008 mit Elfie Rautmann nicht nur die erste Frau an der Unternehmensspitze, sondern auch die letzte Rautmann, die das Unternehmen leitete. In der Familie konnte kein Nachfolger für die Fortführung des Traditionsbetriebes gefunden werden. Erst im Sommer 2013 gelang es, mit Geigenbauer Matthias Vorbrodt aus Wernigerode einen qualifizierten Nachfolger für die Unternehmensfortführung zu gewinnen.

## Qualität
Die Qualität der Instrumente wird auch durch die zahlreichen bekannten Musiker belegt, die sie spiel(t)en, unter ihnen: Walter Fenske, Michail Goldstein, Ulf Hoelscher, Yehudi Menuhin und Tibor Varga. Ein repräsentativer Überblick über Rautmann-Instrumente aller Generationen befindet sich im Städtischen Museum Braunschweig.

## Geigenbauer der Familie Rautmann
- Carl Rautmann (1818–1895), Gründer
- Gustav Rautmann (1849–1917)
- Hermann Rautmann (1853–1918)
- Karl Rautmann (1875–1934)
- Gustav Rautmann (1908–1979)
- Elfi Rautmann (1939–2008[2])